# Cabeços das Torrinhas
O conjunto montanhoso denominado Cabeços das Torrinhas dão forma a uma elevação portuguesa localizada no concelho de São Roque do Pico, ilha do Pico, arquipélago dos Açores.
Este acidente geológico tem o seu ponto mais elevado a 1086 metros de altitude acima do nível do mar.